# San Carlos (Chile)

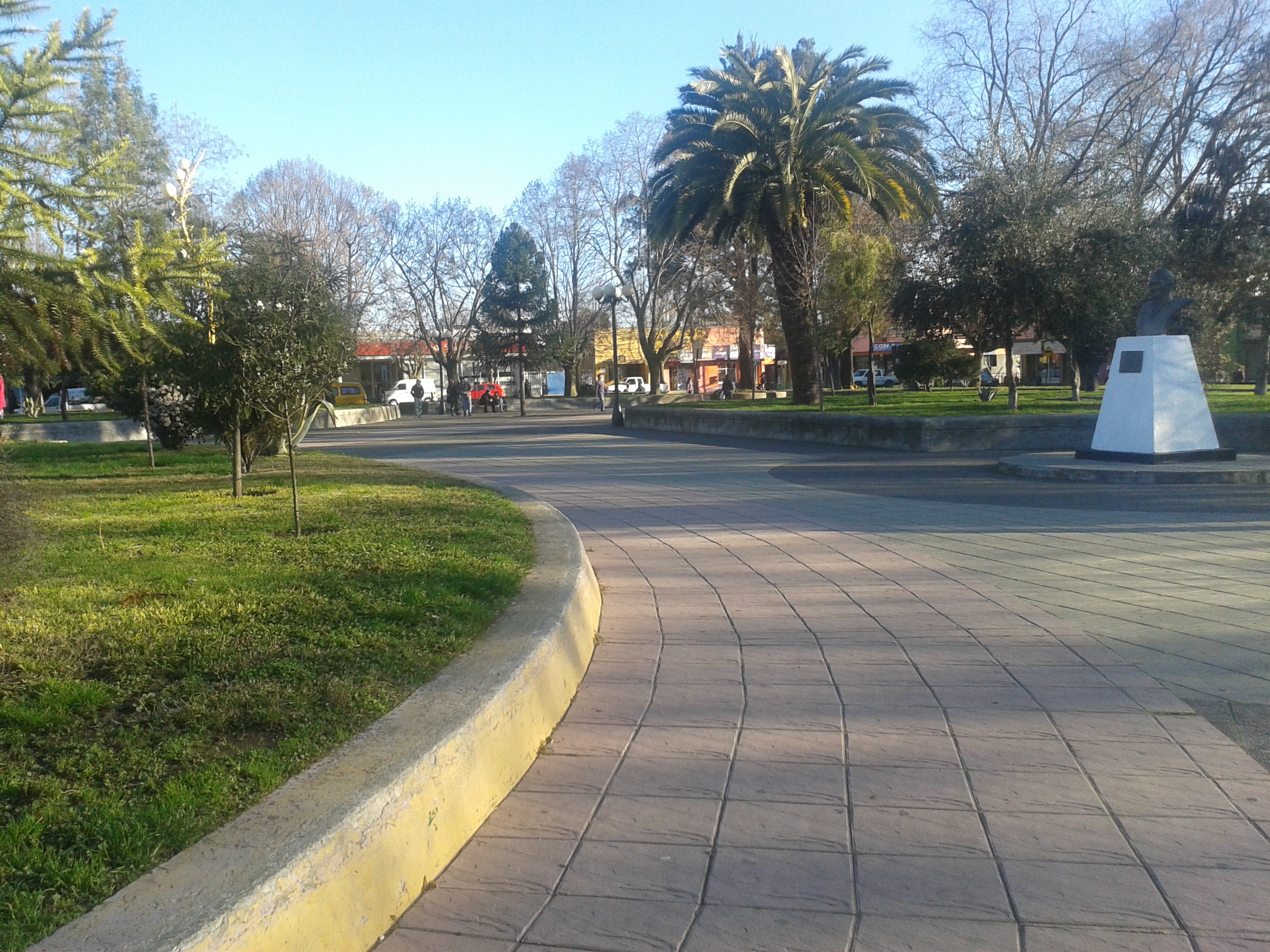
Otro extremo de la plaza.

San Carlos, fundada como Villa San Carlos de Itihue, es una ciudad y comuna de la zona centro sur de Chile, capital de la comuna de San Carlos (comuna) y de la Provincia de Punilla en la Región de Ñuble, con una población que asciende a los 53.024 habitantes según el Censo de 2017. Está ubicada a 375 km al sur de Santiago, capital nacional, y a 27 km al norte de Chillán, la capital regional. Limita al norte con las comunas de Ñiquén y Cauquenes, al sur con San Nicolás, Chillán y Coihueco, al este con San Fabián, y al oeste con Ninhue. Está emplazada en una planicie aluvial entre los ríos Ñuble y Perquilauquén, en pleno corazón de la depresión intermedia es atravesada por la línea férrea de la red EFE y la Carretera Panamericana (Ruta 5).  
Debido a su ubicación geográfica, se cataloga a San Carlos como "tierra huasa y corralera" por el fuerte arraigo de tradiciones del campo chileno; corraleras, como la práctica del rodeo en la monumental Medialuna de San Carlos que es la segunda más grande del país, sólo superada por la de Rancagua; folclóricas y musicales, al ser la cuna de conjuntos folclóricos, campeones nacionales de cueca, cantoras/es populares como el dúo Las Caracolito, la folclorista más importante del país y mundialmente conocida Violeta Parra y la banda más importante de balada rock de Latinoamérica Los Ángeles Negros, entre otros grupos de rock y música popular ranchera en los últimos años; gastronómicas, al ser el hogar de diversas fábricas de producción de carne de origen bovina, porcina y ovina y de cecinas artesanales siendo la más importante la longaniza, referente indiscutido de la comuna y reconocida de primera calidad a nivel nacional por turistas y viajeros compitiendo con Chillán; y el desarrollo agroalimentario, como el cultivo de arroz en el sector poniente, que junto con las vecinas comunas de Ñiquén y Parral componen el polo arrocero del país y la cosecha de berries, legumbres, trigo y la remolacha en el sector oriente para la producción de azúcar en la planta IANSA.  

No obstante su ruralidad, la ciudad de San Carlos es el principal centro político, administrativo y comercial de la Provincia de Punilla, contando con servicios, locales, mercado, supermercados, farmacias de cadena nacional, tiendas de retail, bancos y diversas instituciones públicas y privadas; lo que la convierte en el segundo centro urbano más grande de la Región de Ñuble, después de la Conurbación Chillán-Chillán Viejo.  

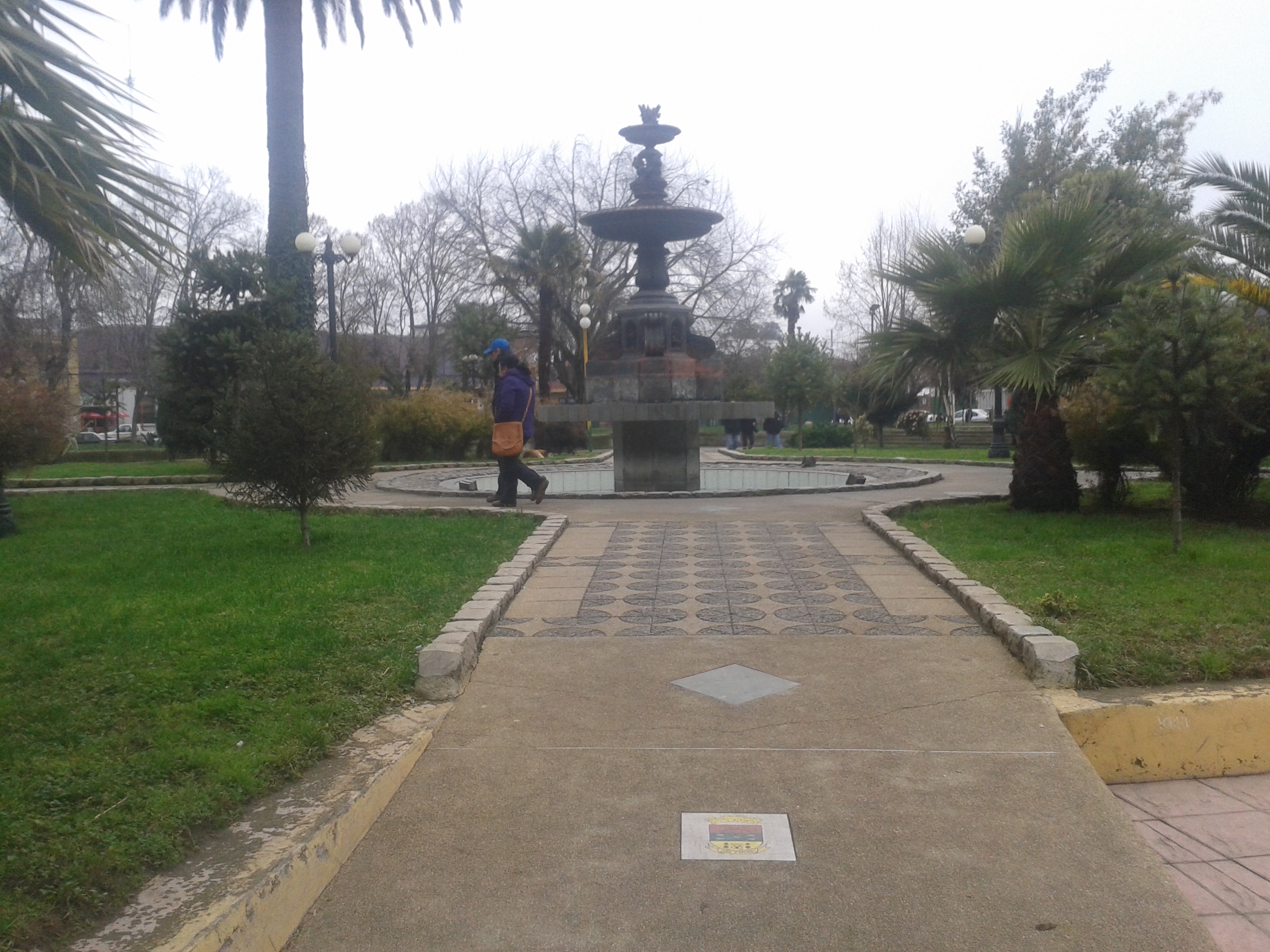
Plaza central de San Carlos.

## Historia

### Antecedentes
Desde antes de la llegada del Imperio Español, la zona central del país estuvo poblada por numerosas tribus aborígenes, y no es de extrañar que los fértiles valles que hoy forman parte de la comuna de San Carlos hubiesen acogido a más de uno de estos pueblos. Esto lo confirma el primer encuentro entre españoles e indígenas, conocido como la batalla de Reinohuelén, llevado a cabo en las inmediaciones de la confluencia de los ríos Itata y Ñuble, en el año 1536.
Precisamente en esta zona, antes que llegase Almagro y su ejército expedicionario, estaban instalados los indios de Itihue, que llegaron a constituir una población bastante numerosa. Se presume que la rápida disminución de esta agrupación se debe a una emigración hacia sectores más protegidos, sin embargo, no todos se fueron, de hecho, décadas después de la fundación de la Villa aún quedaban algunos caciques en la zona.
A mediados de 1750 se empieza a poblar el sitio ocupado por los Itihuenses y otros lugares, como Verquicó, Monte Blanco, orillas del río Perquilauquén, Cachapoal, llegando inclusive a formar una villa conocida como "La Candelaria", la que debió ser abandonada por la gran sublevación "Pehuenches-Chiquillanes" en 1769.
En 1788 el párroco Juan Bernardo Ruiz insto a las personas que habitaban estos territorios (españoles, mestizos y párrocos) a solicitar la fundación de una ciudad, por la necesidad de convivir en comunidad y recibir los beneficios de vivir en un pueblo. En el sector que hoy es Verquicó, un grupo de vecinos se unió para solicitar al gobernador español la creación de una villa en la zona. La solicitud fue aprobada por el gobernador Ambrosio O'Higgins, quien encargó a los funcionarios de la Corona española encontrar un lugar adecuado para fundar la villa. Lo curioso es que estos mismos vecinos no se ponían de acuerdo en el lugar en donde se fundaría, ya que estos se decidían de acuerdo a sus intereses personales. A finales de 1780, los documentos plantearon fundar una villa en Verquicó, pero más tarde eso se descartó por condiciones de geografía.Terminó el gobierno de O'Higgins y la solicitud para crear la villa quedó casi en el olvido. El gobernador español Gabriel de Avilés llegó al poder en 1796 y poco hizo por la causa. Terminado su breve periodo en el poder, empezó otro que cambiaría las cosas, siendo este el de Joaquín del Pino.

### sigloXIX
La ciudad de San Carlos de Itihue fue fundada el 3 de julio de 1800 por el gobernador del Reino de Chile, don Joaquín del Pino de Rozas y Negrete, y su nombre sería en honor al rey Carlos IV de España. El 24 de noviembre de 1801 se realiza el primer trazado de la ciudad, como documento más antiguo de la entonces Villa de San Carlos, se conserva en el Archivo Nacional un croquis cuya autoría es de Juan de Ojeda, en el que se puede observar la conformación urbana original compuesta por 120 sitios o "solares" distribuidos en 36 manzanas.
Cerca de esta ciudad se libró el llamado combate de San Carlos en el marco de la guerra de Independencia, el 15 de mayo de 1813, donde se enfrentaron Realistas y Patriotas, con 1000 hombres los primeros y 4000 los segundos, (cifras estimadas). Los Patriotas eran comandados por el prócer General José Miguel Carrera, obteniéndose como resultado una victoria parcial para ambos bandos. Los dos sables de caballería cruzados, ubicados en el blasón rojo superior del escudo de armas de la comuna, hacen referencia a dicho combate. En 1817 las tropas patriotas comandadas por el general Ramón Freire ocupan la ciudad en su campaña hacia el sur.
San Carlos fue ocupada por Vicente Benavides, poco antes de su desastre en Vegas de Saldías y saqueada el 2 de mayo de 1821 por los hermanos Pincheira.
En 1854 la ciudad se convierte en la capital de la "Municipalidad de San Carlos" abarcando un vasto territorio con varias localidades. Oficialmente, el 9 de juniode 1865 se convierte en ciudad, aunque 10 años antes ya era así considerada, pues tenía una población de 5.456 habitantes.
En 1874, llegó el primer tren a San Carlos, siendo que la antigua estación estaba frente a la Alameda, cruzando la avenida O´Higgins. Era una construcción de madera con infaltables goteras donde dos alcornoques enormes coronaban su silueta.
El 22 de diciembre de 1891, la Ley de comuna autónoma se promulga. Desde esa fecha San Carlos se convierte en comuna, teniendo de capital la ciudad de su mismo nombre.
Ya a fines de este siglo, Francisco Solano Asta-Buruaga y Cienfuegos describe a la localidad de San Carlos, capital del Departamento de San Carlos en ese entonces, en los siguientes términos en el Diccionario Geográfico de Chile:

Ciudad capital del departamento de su nombre, con 7,277 habitantes, situada en el llano central á 123 metros sobre el Pacífico, bajo los 36° 25' Lat. y 72° 27' Lon. Deja por el S. á 16 kilómetros el rio Ñuble y á 23 la ciudad de Chillán; por el N. á 9 á Buli y á 35 al Parral, y por el O. á unos 55 á Quirihue. Está asentada en el llano central á 128 metros de altitud y consta de caserío mediocre, distribuido en calles que se cortan en ángulos rectos en dirección de los puntos cardinales, poco planas, pero derechas. Posee una iglesia parroquial, edificios de gobierno y municipal en los costados de su plaza que ocupa el centro del pueblo, cuatro escuelas gratuitas, administración de correo, telégrafo, oficina de registro civil, estación de la línea férrea del sur, proporcionados establecimientos de beneficencia é industriales, posadas, una alameda ó paseo á la parte del sur, &c. Por el lado norte corre el arroyo de Navotavo que la surte de agua. El origen de esta población data desde el abandono del pueblo de la Candelaria algunos de cuyos fundadores se trasladaron á este asiento, el que, reuniendo después otros pocos, llevó al Presidente Pino á erigirlo en villa por auto de 3 de julio de 1800, dándole el nombre de San Carlos de Itihue, aunque también se la llama en documentos públicos de 1802 San Carlos de los Andes, en razón de que esa sierra se destaca á su vista en larga tirada. Á sus puertas ocurrió el 15 de mayo de 1813 un hecho de armas notable entre fuerzas patriotas y realistas al mando del jefe español Pareja, que obligó á éste á retirarse á Chillán. Fué también saqueada por las montoneras realistas de Pincheira el 2 de mayo de 1822. Continuó atrasada por algún tiempo. En 9 de junio de 1865 se le concedió el título de ciudad.
Francisco Solano Asta-Buruaga y Cienfuegos (1899)

### sigloXX
El aspecto de la ciudad a comienzos de siglo no escapaba al común provinciano de la época; sus altas casas de adobes ensombrecían las estrechas calles. La vida transcurría sin mayores sobresaltos y seguramente esta tranquilidad solo se veía interrumpida por el chirrido provocado por el "carrito urbano", al pasar sobre su tendido de rieles. Este medio de transporte era tirado por caballos, atravesaba toda la ciudad llevando y trayendo pasajeros de la estación de ferrocarriles. Generación tras generación se ha contado que la oficina de Correos y Telégrafos del Estado y los edificios públicos se encontraban donde lo que es hoy el Cuerpo de Bomberos, la Cárcel Pública en la esquina de Maipú con Vicuña Mackenna; existía además un sitio eriazo donde funciona hoy el correo y las demás reparticiones públicas, lugar en donde se desarrollaban actos cívicos y competencias ecuestres. Con el paso de los años esta ciudad aún semicolonial, fue cambiando su rostro, la llegada de extranjeros, principalmente árabes y españoles, fueron dejando su huella, esencialmente en la actividad comercial, la misma que no se habría desarrollado de no ser por un aumento sostenido de la población.

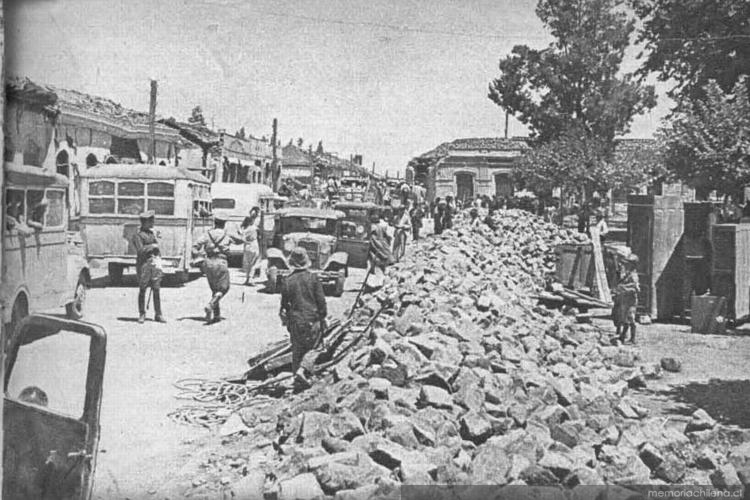
San Carlos tras el Terremoto de Chillán de 1939.

El 24 de enero de 1939, se produjo el terremoto de Chillán, el cual dejó un profundo impacto en la ciudad de San Carlos, dañando a gran parte de las construcciones que habían en aquel momento y provocando un daño considerable al floreciente comercio local. Según el informe por parte del comandante de escuadrilla D. Agustín Riveros, la ciudad había quedado "casi completamente destruida."
En la tarde del 6 de mayo de 1953, ocurrió un terremoto de magnitud 7,6 en la escala de Richter. El terremoto, además de destruir varias viviendas e interrumpir servicios como la electricidad, generó pánico en la población por el terremoto ocurrido 14 años antes. 
El 18 de mayo de 1981 un violento tornado azota el centro de la ciudad, dejando cuantiosos daños, 2 fallecidos y 1 desaparecido. La zona más afectada fue el Barrio Estación, donde la estación de ferrocarriles sufrió grandes daños, la Municipalidad de la ciudad también se vio seriamente afectada, así como también la plaza de Armas y tiendas comerciales en pleno centro de la ciudad.
El 12 de octubre de 1992, al mediodía, se firmó el Acta de Hermanamiento Internacional entre las ciudades de Baena, España y San Carlos, Chile. Esta idea fue impulsada por el español avecindado en San Carlos, Sebastián Cozar Gavira. Suscribieron dicha acta el entonces alcalde del Ilustre Ayuntamiento baenense, Antonio Moreno Castro y el alcalde de San Carlos, Claudio Ortiz Elgueta.

### sigloXXI
En diciembre del 2008 se firma el primer convenio que financia el diseño del centro cultural de Itihue, el cual nació como un proyecto ambicioso y se concretó gracias al aporte obtenido por el “Programa de Centros Culturales” del Consejo Nacional de la Cultura y las Artes. Para su diseño arquitectónico se desarrolló un proceso de participación ciudadana, convocando a diversos agentes culturales, quienes en concurridas reuniones fueron entregando las directrices que debería seguir el diseño arquitectónico de este nuevo edificio, que vendría a satisfacer la carencia de espacios para el arte y la cultura que dejó la pérdida del antiguo teatro municipal en la década de los 80. Finalmente, la empresa chillaneja C&G Hermanos fue la encargada de la construcción de la infraestructura,siendo finalmente inaugurado el 16 de mayo del 2013.
El 27 de febrero de 2010 el terremoto de 8.8° grados que afectó gran parte de Chile dejó graves consecuencias en la ciudad, dejándola sin energía eléctrica durante días, el servicio de agua potable también se vio afectado. En infraestructura, el servicio de urgencia y los pisos superiores del Hospital de San Carlos sufrieron graves daños, debiendo evacuar a los pacientes hacia el exterior, todos los establecimientos de educación de la ciudad sufrieron graves daños, así como también miles de viviendas, en esta área, el Barrio Parralito fue el más afectado, cerca del 92% del mencionado sector quedó destruido, las 2° compañías de bomberos de la ciudad sufrieron graves daños, así como el edificio municipal y varias tiendas comerciales; la iglesia San Carlos Borromeo tuvo que ser demolida debido a los grandes efectos del terremoto, y la zona centro-oriente de la ciudad parecía bombardeada debido a la demolición de las estructuras de adobe que sucumbieron, o quedaron en pésimas condiciones. La comunicación y el transporte se vieron afectados, como ocurrió con todas las ciudades y pueblos más afectados, San Carlos quedó completamente aislado del exterior.
El 31 de mayo de 2013 un tornado de intensidad moderada afecta la parte norte de la ciudad causando pánico entre los habitantes, con un saldo de 2 heridos y 232 damnificados. Sumándole a aquello, el tornado dejó sin electricidad a toda la ciudad y sectores cercanos.
El 21 de septiembre del 2016, encabezado por el Intendente Regional, Rodrigo Díaz, se inauguró el nuevo edificio municipal de la comuna.Hace variadas décadas allí estuvo la Escuela Grado de Orientación. Tiempo después se ubicó en ese mismo terreno la Biblioteca Municipal, siendo consumido completamente por un incendio.
El 19 de agosto de 2017, la presidenta de entonces, Michelle Bachelet, firmó la creación de la nueva región de Ñuble, dividida en tres provincias, perteneciendo San Carlos a la provincia del Punilla. De este modo San Carlos dejó de pertenecer a la Región del Biobío.
En noviembre del año 2018, se inició la demolición del Ex Teatro Municipal de San Carlos a cargo de la empresa Ingeniería y Construcciones El Roble S.P.S., siendo esta edificación datada desde los comienzos de la década de los 50. Tras el golpe militar se vendió junto al Mercado, pero siguió funcionando hasta que finalmente quedó abandonado. Asumió nuevos bríos en la década del noventa, sin embargo este intento no perduró.
En mayo del año 2020, Hugo Naim Gebríe Asfura, exalcalde de la comuna de San Carlos, enfrentó 18 cargos que llevaron a su destitución por parte del Tribunal Electoral Regional (TER) del Biobío por las causales de contravención grave a las normas de probidad administrativa y notable abandono de deberes en el ejercicio de sus funciones. Las denuncias presentadas por los concejales Lucrecia Flores Rodríguez, Mario Sabag Couchot y Jorge Arturo Silva Fuentes incluyeron la compra de terrenos al margen de licitación, además de modificaciones contractuales con la empresa encargada de la recolección de aseo domiciliario teniendo un vínculo contractual como persona natural, y la contratación de familiares.

## Barrios
San Carlos posee diferentes barrios, tales como, 11 de Septiembre, Las Americas, Lagos de Chile, La Virgen, Portal del Sur, entre otros. Estos mismos han nacido debido a las distintas circunstancias socio-temporales en que se desarrollaron; enumerándolos, tenemos:
Barrio Parralito: Es el sector más antiguo de San Carlos. Su nombre está relacionado con su ubicación, en el sector norte de la ciudad, ya que la calle Independencia, principal eje del barrio, era la única vía hacia la comuna de Parral, en la Región del Maule. En sus inicios se caracterizó por ser la única entrada-salida y conexión directa de la ciudad con Parral, característica que originó su nombre: Parralito. La salida por calle Comercio, como antes era conocida calle Independencia, posibilitó la aparición de varios negocios que durante mucho tiempo dieron trabajo a los habitantes del barrio. Más tarde, y tras el terremoto del ‘39 que dejó a gran parte del barrio en el suelo, sumado a la apertura sur a la Panamericana, el empresariado decidió desplazarse al otro lado del Navotavo, generando, con el paso del tiempo, el empobrecimiento del sector. Pocos años después del terremoto del año 2010, el programa de recuperación de Barrios “Quiero Mi Barrio” del Ministerio de Vivienda y Urbanismo hizo presencia en el sector, mejorando obras y servicios que se requerían en aquel momento. Actualmente, se puede ver que el sector se encuentra en un estado de desarrollo similar a sus alrededores, con calles pavimentadas, sin la presencia de casas de adobe, y con iluminaria led.
Barrio Sur: Su historia está ligada a quienes eligieron vivir "al otro lado de la Alameda", al sur del canal Lurín.  Al comienzo eran sólo unas casas de adobe con extensos sitios que albergaban parrones y árboles frutales, sin embargo, poco a poco fue creciendo. Postes de madera, pozos, llaves públicas fueron los signos del avance, a lo que se sumaron nacientes negocios, entre ellos, los almacenes de la Yeyita y don Lucho Muñoz, la Panadería Victoria, la carnicería de Don Nino y el taller del Maestro Villa. Además, fue el sitio de una bohemia inolvidable con quintas de recreo como "El Parronal", que pasó a la historia de la música como el sitio del nacimiento de Los Ángeles Negros, pues Germain De la Fuente, el emblemático vocalista, era hijo del dueño. Se sumaban al circuito los restaurantes con los sabores más tradicionales y la infaltable caña de vino tinto como "El Sauce" y "La Higuera". Luego del terremoto de 1960 ha vivido un continuo crecimiento de la mano de nuevas poblaciones que confirman la expansión urbana y una historia que se sigue escribiendo, donde la tradición es el principal sello.
11 de Septiembre: El 8 de octubre de 1969/1970, pobladores de distintos campamentos sancarlinos liderados por Elías Valenzuela Rodríguez (más conocido como "El chico Elías") se reunieron para tomarse los terrenos recientemente expropiados por la Corporación de la Reforma Agraria (CORA), ubicados al poniente de la vía férrea, que habían quedado sin uso bajo la administración de Constancio Silva. Según palabras de Elías Valenzuela: "No encontramos ninguna parte mejor que ésta para venirnos. En ese tiempo estábamos lejos del centro, no como ahora. Nos vinimos el 8 de octubre a las 2:00 de la mañana… Empezó a llegar la gente aquí e hicimos la toma de terreno." El predio pertenecía anteriormente al empresario agrícola y exalcalde de San Carlos, Constancio Silva. A raíz de lo anterior, en un inicio se le conoció como "Toma 8 de Octubre", denominación que fue cambiada tras el Golpe de Estado de 1973.  En 1972, el gobierno de Chile intervino en el sector, construyendo las primeras casas, correspondientes a la entrada del barrio por sector del cementerio municipal. Actualmente, residen más de 2400 habitantes en el sector, los cuales están alojados en más de 480 viviendas.
Los Pabellones: Pese a que nacieron bajo un concepto provisorio, como viviendas de emergencia, pues fueron construidos para los damnificados del terremoto de 1939, se mantienen en pie y se han convertido en un reconocido barrio de la ciudad. De propiedad municipal, se caracterizaban por su constitución de madera y organización en forma pareada. Más tarde, en la década del cincuenta, respondiendo a la apertura de las oficinas públicas en la ciudad, que traían nuevos profesionales, se construyeron en el sector, ocho casas que pasaron a formar parte de la historia de los Pabellones. Al paisaje se sumaba el cuartel de Carabineros y el matadero municipal, donde se hizo el primer ring de boxeo. Hasta el día de hoy, se mantiene de pie gracias al continuo cuidado de sus habitantes.
Población René Schneider: Conocida popularmente como Valle Hondo, por los irregulares terrenos y canales que la circundaban en un inicio, esta población ubicada al noreste de San Carlos tiene una historia de fundación que difiere al común de los proyectos habitacionales que el Estado impulsó la segunda mitad del Siglo XX. Corría el año 1969, cuando cerca de 400 familias sancarlinas fueron beneficiadas por la Corporación Habitacional (CORHABIT), para iniciar la autoconstrucción de viviendas en este sector de antiguas casas quinta, calles de zarzamora y terrenos de uso agrícola. A mediados de 1971 estaban listas las viviendas construidas en todo el sector. Al centro de la población, se reservó un espacio para la vida comunitaria, que consistía en una plazoleta, una multicancha de tierra, una sede social y una sala de primeros auxilios. Con el paso de los años, la Población René Schneider, que debe su nombre al Comandante en Jefe del Ejército asesinado en 1970, ha resultado beneficiado con nueva infraestructura, destacando la instalación del Centro Comunitario de Salud Familiar (CECOF), el Infocentro Antono Gebrie Zmerie y un nuevo gimnasio techado, tras las gestiones de la Junta de Vecinos del sector y la Municipalidad de San Carlos.
Barrio Estación: Sector emblemático emplazado en el cuadrante formado por las calles General Venegas, Lurín, avenida Arturo Prat y Tomás Yavar. Es reconocido por su arquitectura, enmarcada por la Estación de Ferrocarriles, donde los "Portales de la Estación", edificaciones de dos y tres pisos con amplios corredores, son un emblema que data de la década del cincuenta. Ha sido testigo de una permanente actividad gracias a innumerables lugares que han quedado en la memoria, como almacenes, restaurantes, fábricas y molinos. Entre los más recordados están el Almacén El Sol, la Chupetería Antártica y el Hotel París.

## Administración
La Ilustre Municipalidad de San Carlos es dirigida por su alcalde, Rubén Méndez Venegas (Ind.), quien es la máxima autoridad comunal y es asistido por el Honorable Concejo Municipal, integrado en el periodo 2024-2028 por los concejales:
- Roberto Carlos Caro Yáñez (RN)
- Lorena Andrea Polanco González (PC)
- César Ernesto Ortiz Gallegos (REP)
- Daniel Heriberto Pizarro Uribe (Evópoli)
- Rubén Ortiz Cerda (Ind./UDI)
- Jorge Ismael Rodríguez Lagos (Ind./RN)

## Sociedad y Cultura

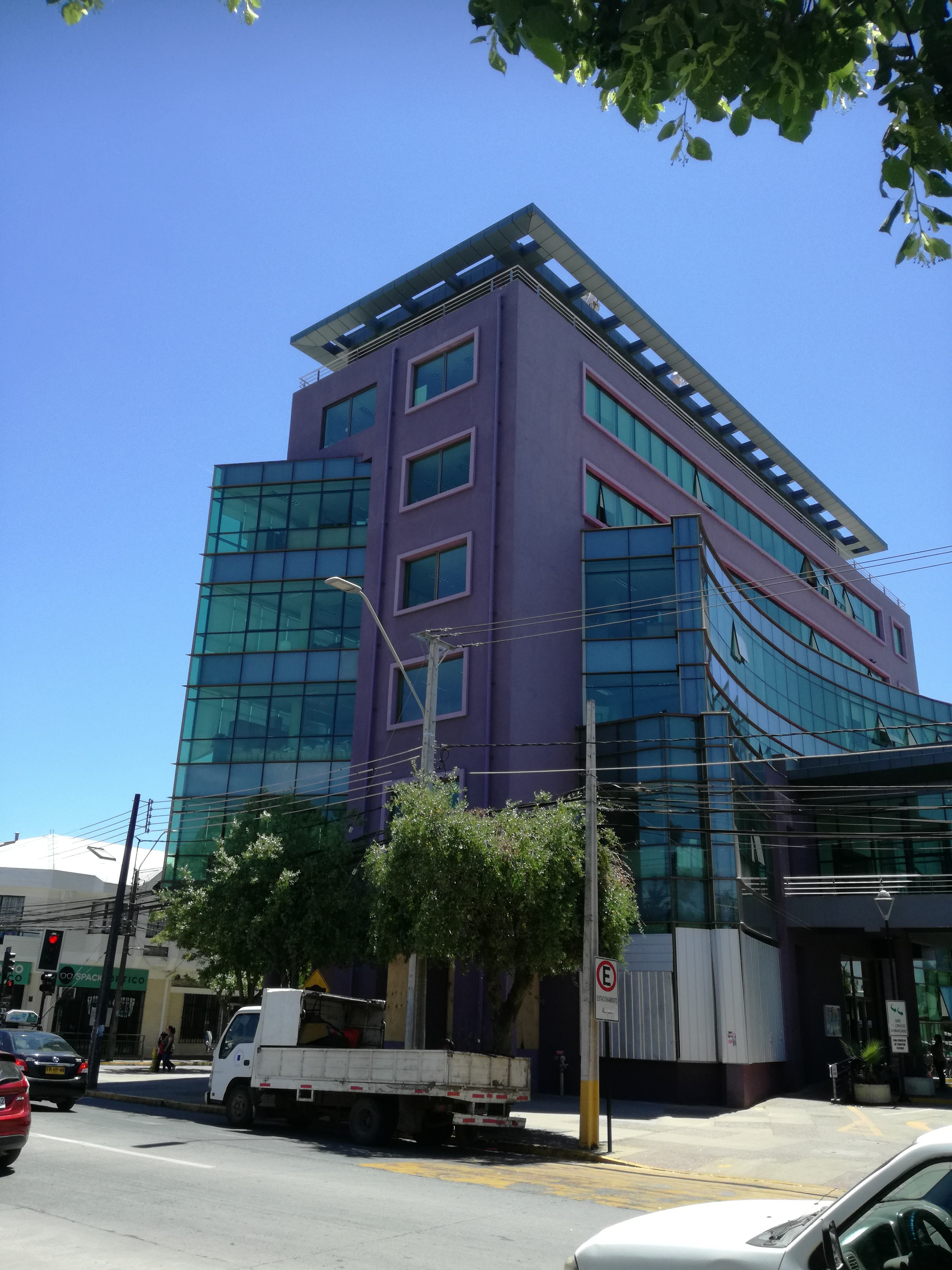
Edificio consistorial de la I. Municipalidad de San Carlos

San Carlos es el lugar de nacimiento de varios artistas y personajes reconocidos en Chile y el mundo como el pintor Hernán Gazmuri, el grupo Los Ángeles Negros y la folklorista, cantautora, investigadora y artista textil Violeta Parra, cuya casa natal fue declarada Monumento Nacional el 29 de septiembre de 1992.  Desde 2005 es propiedad del municipio tras una donación de la Ciudad Hermana de Baena, España. En la actualidad cuenta con salas de arte y cultura.
Entre los atractivos de la ciudad se cuenta con la Medialuna de San Carlos, un recinto para la práctica del rodeo chileno con una capacidad para 8.000 personas, siendo la segunda más grande de Chile, solo superada por la Medialuna de Rancagua; es además sede de la famosa exposición comunal Agroexpo realizada desde la década de 1970. Cabe destacar que el rodeo chileno es muy popular en esta zona y en 1960 los jinetes de Cachapoal y San Carlos Rodolfo Bustos y Segundo Zúñiga, respectivamente, montando a "Por si acaso" y a "Broche", ganaron el Campeonato Nacional de Rodeo.
San Carlos tiene una cantidad no menor de edificaciones urbanas con una historia considerable, encontrando entre sus calles al Molino Viejo, una edificación industrial que data del año 1864, siendo fundada por el canadiense Enrique Price, reflejando con ello la importancia del rubro molinero, pues en ese entonces la zona era una de las más grandes productoras de este cultivo. Con el paso del tiempo ha introducido cambios y modernizaciones siguiendo los adelantos. Actualmente, el molino pertenece a la Industria Molinera y Arrocera Santa Marta Limitada y su infraestructura es utilizada como museo.
El anfiteatro de la plaza de Armas es el espacio más tradicional para la expresión de la cultura y las artes en San Carlos. Conocido comúnmente como El Hoyo del Alcalde, el anfiteatro ha sido escenario por décadas de los principales espectáculos que se han presentado en la comuna. En su diseño original saltaban a la vista reminiscencias de lo que es el Foro de la Universidad de Concepción, con escalinatas que funcionaban como graderías y un espacio al centro para el desarrollo de las actividades. En la actualidad, el anfiteatro fue completamente remodelado por el municipio y cuenta con un escenario en medialuna, adecuado para presentaciones de mayor envergadura. Además, se reestructuraron las antiguas escalinatas con el fin de dar mayor comodidad a los espectadores.
La ciudad, además, cuenta con su famosa plaza de Armas, la cual en su centro contiene la fontana del respectivo sitio. Según diversas investigaciones, la fontana fue construida a fines del Siglo XIX en la fundición conocida como Britannia Foundry, en la ciudad de Derby, Reino Unido; siendo una fiel exponente de la época victoriana, en plena revolución industrial. La fontana arribó a San Carlos tras el fin de la guerra del Pacífico. Según cuenta la historia, luego de ser traída desde el Perú en 1883, con destino a alguna ciudad del sur de Chile, el tren que la transportaba presentó averías frente a la Estación de San Carlos, comuna donde se buscaba nuevos elementos para ornamentar la plaza de Armas. Así, por mera casualidad, se habría concebido el que hoy es uno de los principales puntos de encuentro para los sancarlinos.Además, destacan monumentos de próceres de Chile, Biblia Evangélica, Monolito Boy Scout y Violeta Parra.
También se encuentra la laguna del parque Quirel, ubicada junto al centro cultural San Carlos de Itihue, único en la región, fundado en el 2012, que cuenta con un anfiteatro, sala de exposiciones, cafetería, sala taller literario, sala de artes visuales, estudio de grabación y de ensayos. Por décadas ha albergado a sancarlinos y visitantes que asisten a noches venecianas, además del recorrido en botes y canopy. Se destaca en su costado derecho un centro gastronómico para disfrutar del sano compartir de las personas que visitan el lugar.
En San Carlos, los días martes y sábado se realizan dos ferias libres, una ubicada en plaza Los Artesanos por calle Tomás Yávar y la otra en el sector la Alameda por calle Arturo Prat sur. Esta última creada bajo la administración del antiguo alcalde Hugo Naim Gebrie Asfura.
En cuanto a religión, se destaca el Convento Padres Trinitarios. El 23 de enero del año 1916 se celebró allí la primera misa. Su construcción finalizó el año 1928 bajo la atenta mirada del arquitecto Ángel Esnaola. Destacó su enorme infraestructura donde se incluye el campanario, siendo este el punto más alto de la ciudad. Asimismo, San Carlos se destaca por una creciente población protestante, particularmente evangélica en los últimos años, siendo la Iglesia Presbiteriana, la más antigua de esta religión en la ciudad. La comunidad evangélica se congrega en diferentes iglesias, siendo las principales, la Iglesia Metodista Pentecostal, la Iglesia Evangélica Pentecostal, la Iglesia Asamblea de Dios Autónoma, La Iglesia de Cristo, la Iglesia de la Comunidad Cristiana, con locales en el sector rural. El mundo evangélico sancarlino posee además una radioemisora, dos establecimientos educacionales, como el Colegio El árbol de la vida y el Centro ELIM.
Todos los años en el mes de febrero se realiza en la Medialuna Monumental de San Carlos y en el anfiteatro de la plaza de Armas el Show del Verano que reúne alrededor de 15 mil personas.
Común es presenciar en cada verano las diferentes fiestas organizadas en los campos de la comuna, como las llamadas "semanas", donde se realizan diversas actividades como campeonatos de fútbol, bailes, bingos, elección de reyes, trillas y conciertos. Una de las semanas más típicas es la de la localidad de Agua Buena al norte de la comuna, que cada año congrega a cientos de personas, trayendo artistas folclóricos y populares, y ha sido reconocida en varias ocasiones como la mejor fiesta de semana de la comuna.

## Economía
En 2018, la cantidad de empresas registradas en San Carlos fue de 976. El Índice de Complejidad Económica (ECI) en el mismo año fue de 0,32, mientras que las actividades económicas con mayor índice de Ventaja Comparativa Revelada (RCA) fueron Cultivo de Remolacha (58,3), Fundición de Hierro y Acero (52,8) y Cultivo Orgánico de Hortalizas (45,27).
En las últimas décadas, se ha reorientado su foco productivo en aquellos rubros más rentables, como el hortofrutícola. convirtiéndose en un polo exportador, gracias a inversiones en riego y plantaciones, así como también al crecimiento de la agroindustria. San Carlos es actualmente la segunda comuna más importante de Ñuble en materia económica.

## Educación

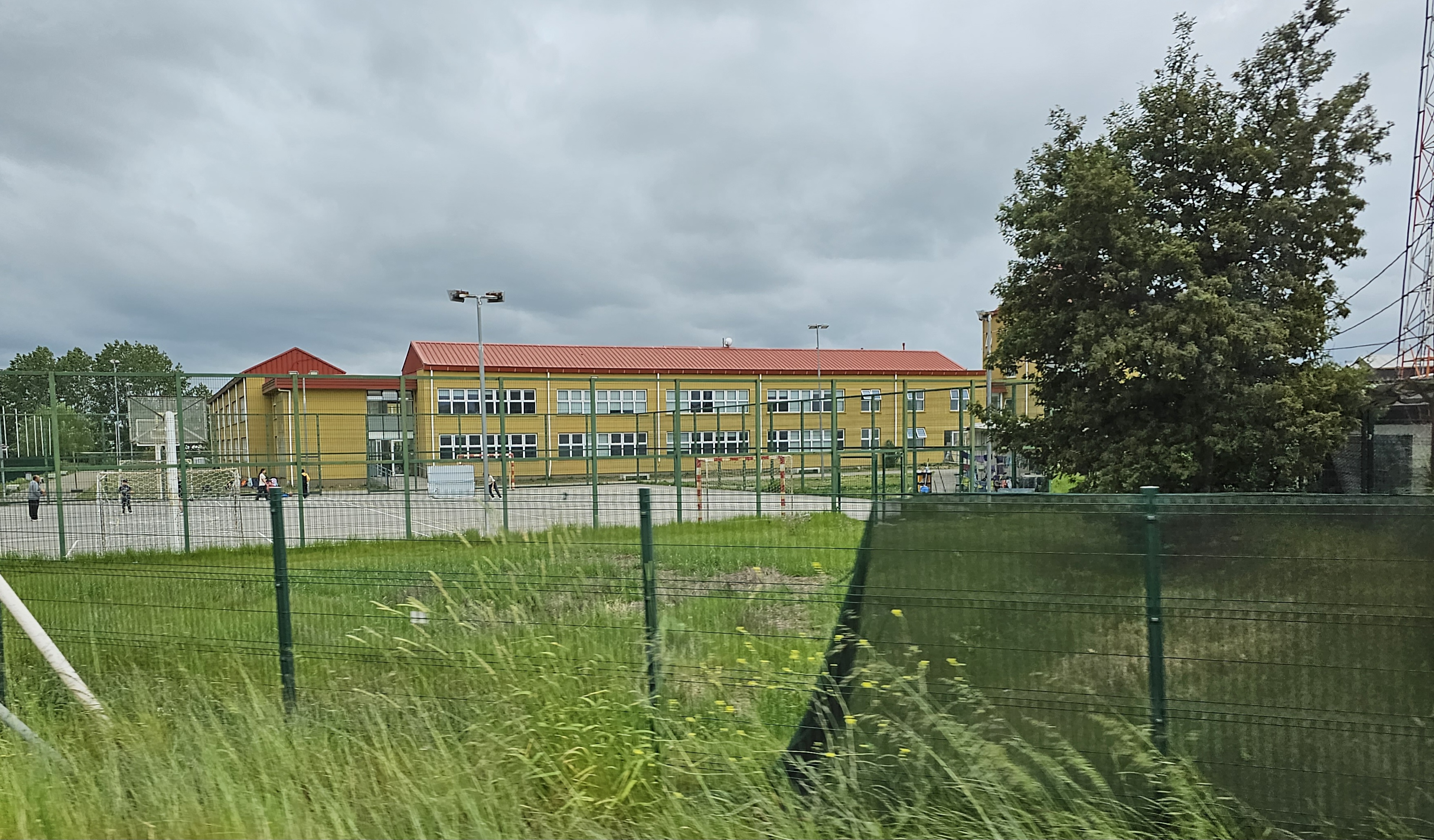
Fotografía tomada a las afueras del colegio Concepción de San Carlos

A los pocos años de la fundación de San Carlos aparecieron algunos maestros que en forma particular abrieron escuelas en la nueva población. El primer profesor que llegó a San Carlos fue don Sebastián Narváez. Tiempo después se abrió un colegio particular para señoritas por parte de la Doña Josefina Sittockle. En el año 1888, durante el gobierno de don José Manuel Balmaceda, se creó la primera Escuela Pública fiscal de hombres en San Carlos. Desde entonces, la educación ha ido creciendo de forma continua.
Actualmente, la ciudad cuenta con 10 establecimientos de educación básica, así como 7 establecimientos de educación media; también cuenta con una biblioteca pública, creada el 17 de octubre de 1983 con el nombre de Eusebio Lillo, además de una filial ubicada en la población 11 de septiembre, la cual fue creada en 1997 a través de un proyecto financiado por el Fondo Nacional de la Cultura y las Artes (FONDART). También posee un nombrado y destacado conjunto folclórico del Liceo Técnico Profesional Violeta Parra Sandoval llamado Los Cimarreros, una orquesta municipal organizada por el Liceo Diego Portales y una banda formada por el Liceo Politécnico y su especialidad en robótica.
Los establecimientos de enseñanza media son:
- Liceo Politécnico Capitán Ignacio Carrera Pinto, municipal (el primero en funcionar desde 1945).
- Colegio José Miguel Carrera Verdugo, E-112, municipal.
- Liceo Técnico Profesional Violeta Parra Sandoval, municipal.
- Liceo Diego Portales Palazuelos', municipal (a partir del 2012).
- Liceo Agrícola, municipal.
- Colegio El Árbol de la Vida, particular subvencionado.
- Liceo Nuestra Señora de la Merced, particular subvencionado.
- Instituto Santa María, particular subvencionado.
- Colegio Sagrado Corazón, particular subvencionado.
- Colegio Concepción, particular subvencionado.
- Colegio Dinabec College, particular subvencionado.
- Colegio San José, particular subvencionado.

## Salud

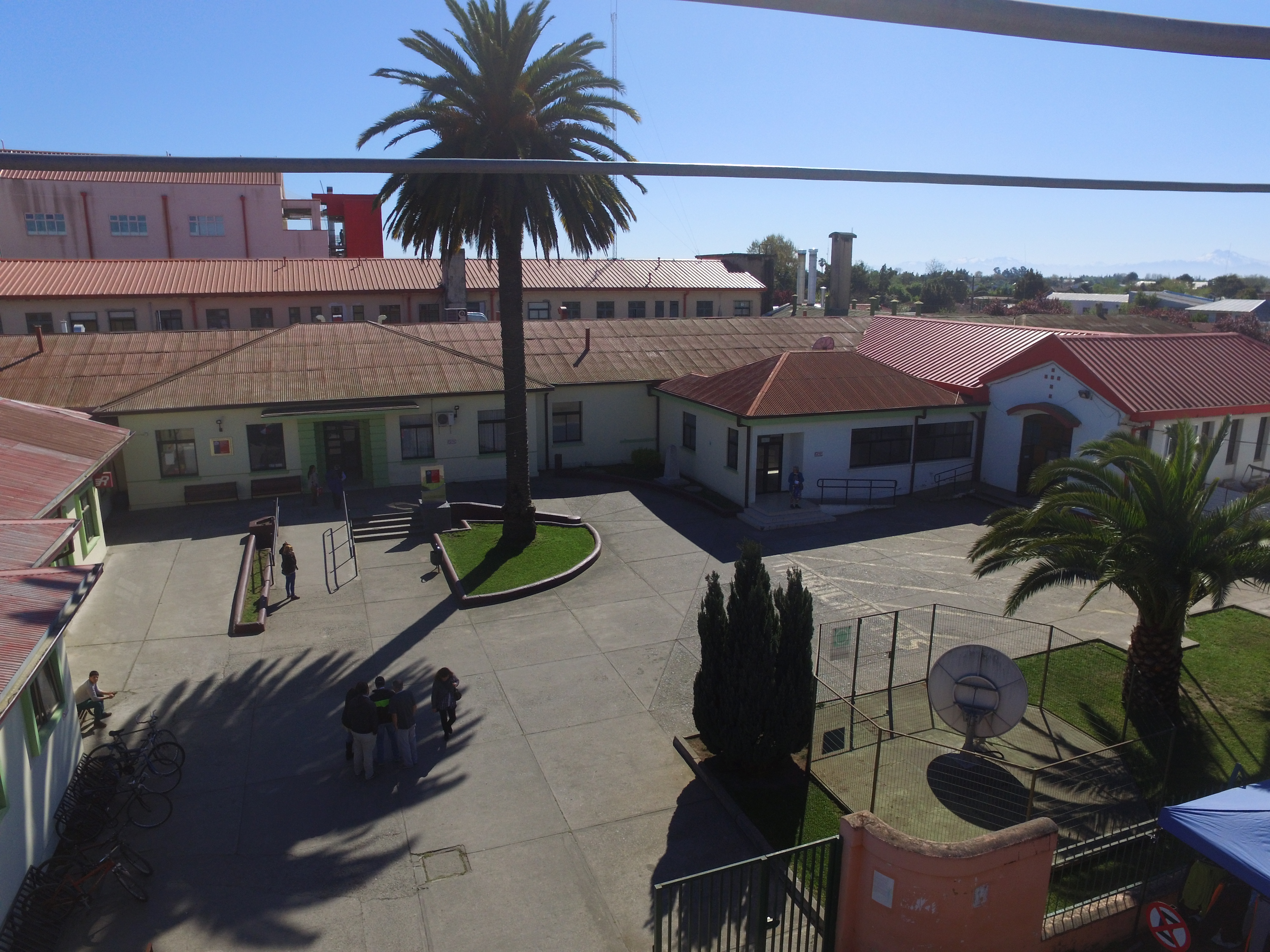
Hospital De San Carlos (actualmente conocido como Hospital Dr. Benicio Arzola Medina) en 2016.

La ciudad posee en la actualidad el Hospital de San Carlos, de clase 2 y que además atiende a los residentes del resto de la comuna y de las comunas de San Fabián, San Nicolás y Ñiquén. Se ubica en la calle Gazmuri #448, a 4 cuadras al sur de la plaza de Armas de la ciudad.
Y en servicios especializados posee la "Corporación de Salud Mental San Carlos", ubicado en la Av. Bernardo O'Higgins #465, frente a la Estación San Carlos.
San Carlos en el Nivel primario de Atención de Salud cuenta con los siguientes establecimientos: el "Centro de Salud Familiar Dr. José Durán Trujillo", ubicado en la calle Las Acacias #470, en la población 11 de septiembre, al poniente de la ciudad; el "Centro de Salud Familiar Teresa Baldecchi", ubicado en calle Serrano N.º 02 esquina Av. Arturo Prat, a 6 cuadras al sur de la plaza de Armas de la ciudad; el "'Centro Comunitario de Salud Familiar, Valle Hondo", ubicado en el Pasaje Cabrales s/n, en la población René Schneider; el Servicio de Atención Primaria de Urgencia "SAPU José Durán Trujillo", ubicado en CESFAM Dr. José Durán Trujillo, CECOSF Cachapoal, ubicado en el Sector Cachapoal. Posee además 5 postas de Salud Rurales: Ribera de Ñuble, Monte Blanco, Arizona, Torrecillas y Toquihua, las dos primeras ubicadas en el sector oriente de la ciudad y las otras tres ubicadas en el sector poniente, la más lejana (Toquihua) se ubica a 42 kilómetros hacia el sector poniente de la ciudad. Además se cuenta con un centro Comunitario de Rehabilitación, ubicado en la población 11 de septiembre de la Comuna y una Sala de Rehabilitación ubicada en el tercer piso del CESFAM Teresa Baldecchi.

## Transportes

### Terrestre

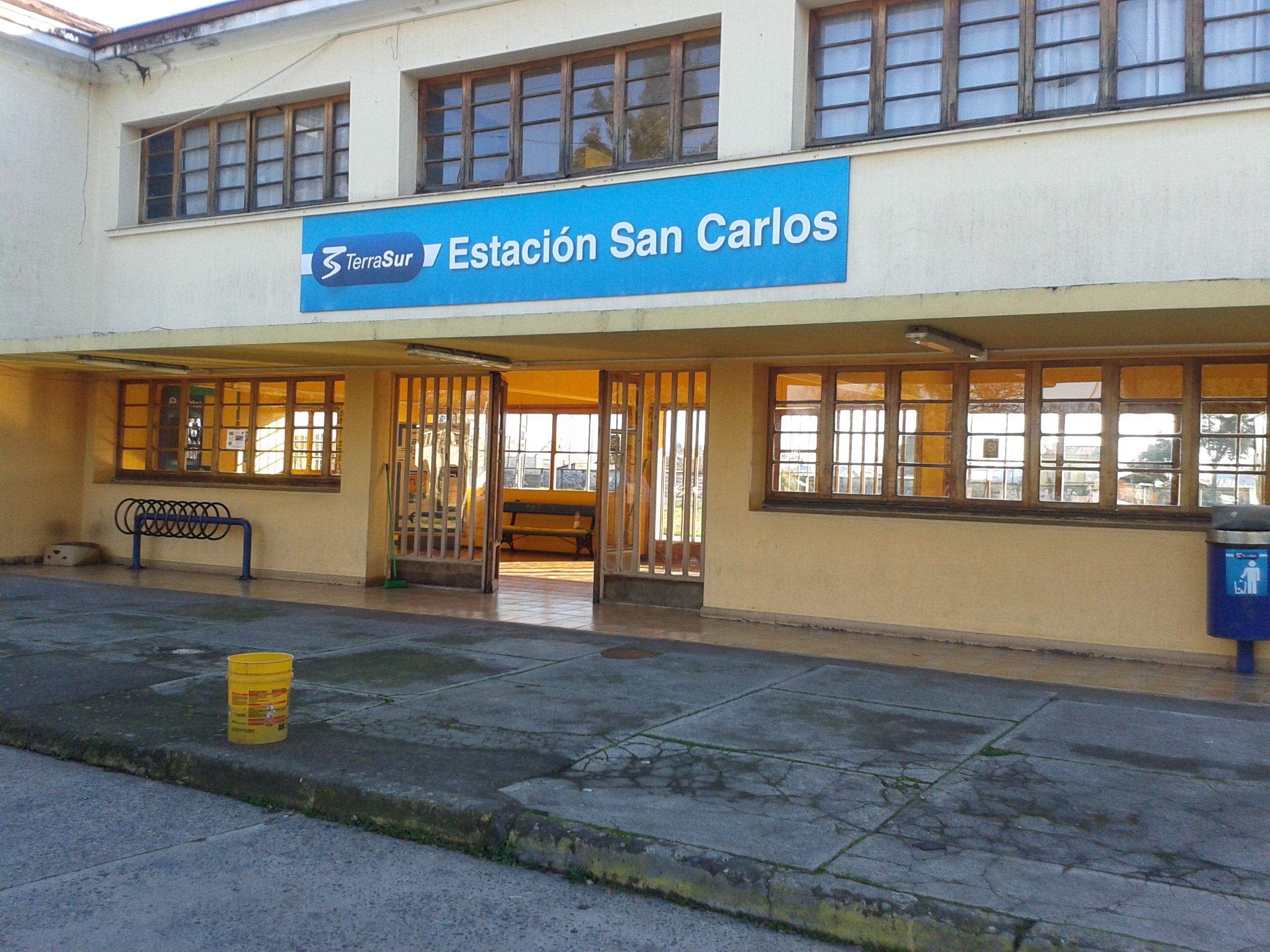
Estación San Carlos.

La ciudad posee un terminal de buses interurbano, el "Terminal de Buses Interurbano Independencia", entre sus destinos están Santiago de Chile, Concepción, Chillán, Parral, Cachapoal, San Fabián de Alico, San Gregorio de Ñiquén y otros sectores de la comuna (Ribera de Ñuble, Torrecillas, Toquihua, etc); 1 terminal de buses rural, el "Terminal de Buses Mercado", cuyos destinos son distintos sectores rurales de la comuna y algunos de la comuna de Ñiquén; y 2 terminales de buses privados, el "Terminal de Buses La Palmera", y el "Terminal de Buses Lurín", ambos con destino solo a Chillán.
La ciudad también posee la detención del servicio Tren Chillán-Estación Central en la estación San Carlos.
Además, existen 4 líneas de taxis colectivos que unen la ciudad con otras localidades cercanas, la "Línea Los Canarios" y la "Línea La Espiga de Oro" unen San Carlos con San Gregorio de Ñiquén; y la "Línea Los Andes" y la "Línea La Montaña" unen San Carlos con Cachapoal.
En el transporte urbano, la ciudad posee 6 líneas de colectivos que unen los distintos puntos de la ciudad y sus habitantes, la "Línea 01 El Bosque", la "Línea 03 Violeta Parra", "Línea 11 Los Conquistadores" , "Línea 08 Lurín", "Línea 09 Don Chalo" y la "Línea 06 Lagos de Chile".
En materia ferroviaria cuenta con la Estación San Carlos, ubicado en el "Barrio Estación", al poniente de la plaza de Armas de la ciudad, en la Av. Libertador Bernardo O'Higgins s/n. Tiene como destinos principales las ciudades de Chillán, Talca, Curicó, Santiago de Chile a través de la línea TerraSur, y al Gran Concepción y Santiago de Chile, a través del Automotor a Talcahuano.

### Aéreo
En materia aérea San Carlos cuenta con el Aeródromo Santa Marta, ubicado en el camino a Ribera de Ñuble, kilómetro 2, hacia el oriente de la ciudad.

## Medios de comunicación
Si de medios impresos se trata, la ciudad y comuna ha contado con diversos periódicos y diarios (entiéndase por diario un medio publicado mínimo cuatro veces a la semana); los primeros periódicos sancarlinos datan desde finales del siglo XIX. 
Al día de hoy, "Diario El Sancarlino" se imprime y vende en los kioscos locales, impreso en blanco y negro y de ocho páginas de extensión. En cuanto a periódicos, el bianual "Acontecer", impreso a todo color, se distribuye gratis en la ciudad y "La Fontana", un periódico mensual gratuito, existe desde finales de 2018.
Existe hacia varias décadas un Club de Radioaficionados de San Carlos, el cual es único en su tipo en la Región, y que sirve en la actualidad de gran ayuda para comunicarse en tiempos de catástrofes naturales, cuando las redes de internet dejan de funcionar.
Además, existen las siguientes radioemisoras FM:
- Radio Morenna 90.3 (español romántico)
- Radio Interactiva 97.1 (latina bailable y pachanga)
- Radio Contigo 98.5 (familiar)
- Radio Onda 100.3 (familiar)
- Radio ABC 101.7 (adulto joven)
- Radio Ocarina 104.3 (familiar)
- Radio Emaús 107.5 (cristiano)
- Radio San Carlos Borromeo 107.9 (adulto joven)

Junto con varias emisoras comunitarias de corte escolar y cristiana.

## Medio ambiente

### Energías renovables
Dentro del área comunal se encuentran operando dos parques solares y una planta solar de energía solar fotovoltaica. En mayo de 2019 fue inaugurado con 11.500 paneles solares el parque solar «Las Codornices», de propiedad de la empresa  Oenergy; mientras que en septiembre del mismo año, fue inaugurado el parque fotovoltaico «Las Lechuzas», operado por la cooperativa eléctrica Copelec y cuenta con una producción anual de 7.500 MWh, contribuyendo así a la generación de energías renovables en Chile a mediana escala.Con respecto a la planta solar, en octubre del 2021 fue inaugurada en el sector de Mutupín con más de 20.000 paneles solares, iniciativa perteneciente a la cartera de proyectos de CarbonFree Chile, inyectando 9MW al Sistema Eléctrico Nacional.

## Ciudades hermanadas
- Baena, España.[36]